# Curidia wakabarae
Curidia wakabarae is een vlokreeftensoort uit de familie van de Ochlesidae. De wetenschappelijke naam van de soort is voor het eerst geldig gepubliceerd in 2008 door De Souza-Filho & Serejo.